# أيمن حسين
أيمن حسين غضبان المفرجي (22 مارس 1996) هو لاعب كرة قدم عراقي، يلعب كمهاجم للمنتخب العراقي ونادي الكرمة، كان أفضل هداف للمنتخبات الوطنية في العالم لعام 2024.

## مسيرته الكروية
في عام 2009، لعب أيمن حسين مع فريقه المحلي، نادي العلم، في دوري المحافظات، مع الفريق الأول ثم انتقل إلى نادي الطوز، ومع عدم وجود نادي من كركوك في دوري الدرجة الأولى في الدوري العراقي، سلك أيمن الطريق غير التقليدي في محاولاته للدخول الدوري العراقي الممتاز من خلال التوقيع مع نادي غاز الشمال، الذي كان آنذاك في الدرجة الثانية من الدوري الكردستاني، وهو قسم يتكون في المقام الأول من لاعبين احتياطيين من أفضل الأندية الكردية.

### دهوك
في نهاية موسم 2012–13، عُرض على أيمن فرصة اللعب في الدوري العراقي الممتاز لأول مرة عندما اتصل به مساعد مدرب نادي دهوك، خالد محمد صبار، وعرض عليه عقدًا مربحًا للعب مع الفريق. النادي الذي قال أيمن إنه وافق عليه على الفور وسط "فرحة كبيرة" بالعمل تحت قيادة قائد منتخب العراق السابق والمدرب السوري فجر إبراهيم وثائر أحمد خلال فترة وجوده مع دهوك.
ظهر عدة مرات فقط مع النادي وسجل هدفًا واحدًا في المرحلة الأولى من الموسم، ولكن مع عدم دفع الرواتب لعدة أشهر في النادي الذي يعاني من ضائقة مالية، شعر بالتداعيات الكاملة للأزمة المالية التي ضربت إقليم كردستان، لذلك قرر أن يجرب حظه في بغداد. وكان واحدًا من ستة لاعبين في دهوك فسخت عقودهم بسبب مشاكل النادي المالية خلال الجزء الأخير من عام 2014.

### النفط
انتقل إلى نادي النفط عام 2014. وجاء موسمه المتميز في موسم 2016-2017 مع نادي النفط، حيث سجل 12 هدفًا في 10 مباريات ليقود النفط إلى صدارة الدوري، قبل أن تمنعه الإصابة من الابتعاد عن الملاعب طوال الفترة من فبراير، حتى مايو. واصل النفط سلسلة نتائجه الرائعة وانتهى به الأمر في المركز الثاني في الدوري، وهي أفضل نتيجة له عبر تاريخه.

### الشرطة
في 22 أغسطس 2017، وقع أيمن مع العملاق العراقي نادي الشرطة، ليحل محل مروان حسين. ظهر لأول مرة في 21 نوفمبر، وسجل في مباراة الجولة الأولى ضد نادي كربلاء. وسجل هدفين في مباراته الثانية، بفوز 4-1 على البحري، ثم سجل في مباراتين أخريين، ليوسع سجله التهديفي إلى أربع مباريات متتالية. وفي المباراة الخامسة، أهدر حسين ركلة جزاء في اللحظة الأخيرة لينهي خط تسجيله للأهداف. ثم غادر بعد ذلك معسكر الشرطة للانضمام إلى المنتخب العراقي تحت 23 سنة في بطولة آسيا تحت 23 سنة 2018 في الصين. وبعد عودته من البطولة غادر نادي الشرطة.

### العودة إلى النفط
في 2 فبراير 2018، عاد أيمن إلى ناديه السابق النفط، مع مدربه المفضل حسن أحمد. وبدأ مباراته الأولى مع النفط ضد نادي الحدود، وأهدر ركلة جزاء، وأخرى ضد نفط الوسط. وبعد خمس مباريات سجل هدفا في مرمى الطلبة بفوز 1-0 في أبريل واستمر في التسجيل. وأنهى موسمه مع النفط برصيد 11 هدفا في 22 مباراة بالدوري. وأنهى الفريق الدوري بالمركز الثالث. ثم غادر نادي النفط بعد المباراة ضد الصفاقسي 1–1، بسبب بعض الخلافات.

### النادي الصفاقسي والقوة الجوية وأم صلال
في 15 سبتمبر 2018، أعلن النادي الصفاقسي التونسي في اليوم الأخير من فترة الانتقالات الصيفية عن توقيع عقداً مع أيمن حسين. شارك لأول مرة في الدوري التونسي في فبراير 2019، ثم عاد إلى العراق لينضم إلى القوة الجوية حيث لعب للموسمين التاليين.
وفي صيف 2021، انضم إلى أم صلال في قطر. ولعب لاحقًا مع المرخية أيضًا في قطر والجزيرة في الإمارات العربية المتحدة.

### الرجاء والعودة إلى القوة الجوية
في 23 أغسطس 2023، وقع عقدًا لمدة عام واحد قابل للتجديد مع نادي الرجاء المغربي. وفي أكتوبر 2023، عاد إلى القوة الجوية بعد إنهاء عقده مع الرجاء بسبب قلة وقت اللعب.

### الخور القطري
في 2024 اعلن نادي الخور التعاقد مع هداف دوري نجوم العراق ايمن حسين بقيمة 700 ألف يورو تقريباً.

### الوكرة القطري
في 2025 انتقل أيمن حسين على سبيل الإعارة من نادي الخور الى نادي الوكرة

### نادي الكرمة
في عام 2025 أنتقل أيمن حسين الى الكرمة رسمياً بسعر (مليار و250 مليون دينار عراقي) كأغلى لاعب في تاريخ دوري نجوم العراق.

## مهنة دولية
مثل أيمن العراق لأول مرة في عام 2015، ولعب أيضًا مع المنتخب العراقي تحت 23 عامًا. واستدعي للمشاركة في بطولة آسيا تحت 23 سنة 2016 في قطر. سجل هدف الفوز في مباراة تحديد المركز الثالث ضد قطر، والتي فاز بها العراق بالميدالية البرونزية، وأهل المنتخب إلى دورة الألعاب الأولمبية ريو 2016، أصيب في مباراة ودية مع المنتخب الأول ضد سوريا في 18 مارس 2016، مما منعه من الذهاب إلى الأولمبياد.
في العام التالي، كان حاضرًا في تصفيات بطولة آسيا تحت 23 عامًا 2018، وسجل 5 أهداف في المباراة الأولى ضد أفغانستان. كما سجل هدفًا آخر في مرمى السعودية، ليضمن فوز العراق بجميع مبارياته الثلاث وتأهله إلى بطولة آسيا تحت 23 عامًا 2018. وسجل هدفين في ثلاث مباريات بالبطولة، ليخرج العراق من الدور ربع النهائي.
في 26 أغسطس 2015، لعب أول مباراة دولية له، ضد لبنان في مباراة ودية. وسجل هدفه الأول في مرمى الإمارات العربية المتحدة في 5 سبتمبر 2017 في تصفيات كأس العالم. واستدعي إلى كأس الخليج العربي 23 عندما خرج المنتخب العراقي من الدور نصف النهائي.
في عام 2019 شارك مع المنتخب العراقي في بطولة الصداقة الدولية، وتوج بالبطولة.
وفي 2023، شارك في كأس الخليج العربي 25 مع المنتخب العراقي، وتوج باللقب وجائزة افضل هداف في البطولة. 
وفي 2023، شارك في كأس ملك تايلاند 2023، وتوج باللقب وكان هداف البطولة. 
وفي ديسمبر 2023، اختير ضمن تشكيلة العراق المشاركة في كأس آسيا في قطر. في 19 يناير 2024، سجل هدفين في الفوز 2–1 على اليابان مما أهل بلاده إلى مراحل خروج المغلوب في البطولة الآسيوية. وهو أول فوز للعراق على اليابان منذ دورة الألعاب الآسيوية عام 1982. في مباراة دور الـ16 ضد الأردن، سجل هدفًا ليمنح فريقه التقدم 2-1، قبل أن يحصل على البطاقة الصفراء الثانية المثيرة للجدل بسبب احتفاله، في مباراة انتهت بهزيمة مفاجئة 3-2 على العراق وسجل الأردن هدفين في الوقت المحتسب بدل الضائع، واستطاع ايمن حسين تسجيل 6 أهداف خلال 4 مباريات في البطولة.
في عام 2024 تم اختيار أيمن حسين للمشاركة في أولمبياد باريس وسجل في أول مباراة امام المنتخب الأوكراني في مباراة انتهت بفوز العراق بنتيجة 2-1، وسجل في المباراة الثانية أمام المنتخب الأرجنتيني هدف تاريخي من ارتقاء عالي في مباراة انتهت بخسارة العراق بنتيجة 3-1.

## الحياة الشخصية
ولد أيمن حسين عام 1996، في قرية الصفرا الريفية التابعة لناحية الرياض في الجزء الجنوبي الغربي من كركوك، وتقع القرية في منطقة الحويجة، قُتل والده، وهو ضابط في الجيش العراقي، أثناء الخدمة في هجوم إرهابي لتنظيم القاعدة في عام 2008. واختطف داعش شقيقه ولا يزال مكان وجوده مجهولاً، وأصبح اللاعب وعائلته نازحين داخل العراق في مدينة كركوك عام 2014.

## إحصائيات
آخر تحديث 22 كانون الأول 2024.
| منتخب العراق | منتخب العراق | منتخب العراق | منتخب العراق |
| العام        | المباريات    | الأهداف      |              |
| ------------ | ------------ | ------------ | ------------ |
| 2015         | 1            | 0            |              |
| 2016         | 3            | 0            |              |
| 2017         | 11           | 1            |              |
| 2018         | 8            | 0            |              |
| 2019         | 7            | 1            |              |
| 2020         | 2            | 0            |              |
| 2021         | 14           | 4            |              |
| 2022         | 9            | 5            |              |
| 2023         | 13           | 6            |              |
| 2024         | 14           | 14           |              |
| المجموع      | 82           | 31           |              |

### الأهداف الدولية مع المنتخب
نتيجة العراق مدرجة أولًا. يشير عمود الهدف إلى النتيجة بعد كل هدف سجله أيمن.
|  | يشير إلى فوز العراق بالمباراة     |
|  | يشير إلى انتهاء المباراة بالتَّعادل |
|  | يشير إلى خسارة العراق في المباراة |

| #   | التاريخ              | المكان                            | الخصم                    | الهدف | النتيجة      | المسابقة                   |
| --- | -------------------- | --------------------------------- | ------------------------ | ----- | ------------ | -------------------------- |
| 1.  | 5 كانون الأول 2017   | ستاد عمان الدولي، عمان            | الإمارات العربية المتحدة | 1–0   | 1–0          | تصفيات كأس العالم 2018     |
| 2.  | 26 آذار 2019         | ملعب جذع النخلة، البصرة           | الأردن                   | 1–1   | 3–2          | بطولة الصداقة الدولية 2019 |
| 3.  | 27 كانون الثاني 2021 | ملعب جذع النخلة، البصرة           | الكويت                   | 2–1   | 2–1          | ودية                       |
| 4.  | 29 أيار 2021         | ملعب الفيحاء، البصرة              | نيبال                    | 3–2   | 6–2          | ودية                       |
| 5.  | 29 أيار 2021         | ملعب الفيحاء، البصرة              | نيبال                    | 4–2   | 6–2          | ودية                       |
| 6.  | 12 تشرين الأول 2021  | ملعب زعبيل، دبي                   | الإمارات العربية المتحدة | 2–1   | 2–2          | تصفيات كأس العالم 2022     |
| 7.  | 1 شباط 2022          | ملعب صيدا البلدي، صيدا            | لبنان                    | 1–0   | 1–1          | تصفيات كأس العالم 2022     |
| 8.  | 18 آذار 2022         | ملعب المدينة الدولي، بغداد        | زامبيا                   | 3–1   | 3–1          | ودية                       |
| 9.  | 29 أذار 2022         | دبي                               | سوريا                    | 1–1   | 1–1          | تصفيات كأس العالم 2022     |
| 10. | 23 أيلول 2022        | عمان                              | عمان                     | 1–1   | 1–1          | ودية                       |
| 11. | 23 أيلول 2022        | ستاد عمان الدولي، عمان            | سوريا                    | 1–0   | 1–0          | ودية                       |
| 12. | 12 كانون الثاني 2023 | ملعب جذع النخلة، البصرة           | اليمن                    | 3–0   | 5–0          | كأس الخليج 25              |
| 13. | 12 كانون الثاني 2023 | ملعب جذع النخلة، البصرة           | اليمن                    | 4–0   | 5–0          | كأس الخليج 25              |
| 14. | 16 كانون الثاني 2023 | ملعب جذع النخلة، البصرة           | قطر                      | 2–1   | 2–1          | كأس الخليج 25              |
| 15. | 7 أيلول 2023         | ملعب الذكرة الـ700، تشيانغ مي     | الهند                    | 2–2   | 2–2 (5–4 ج.) | كأس ملك تايلاند 2023       |
| 16. | 10 أيلول 2023        | ملعب الذكرة الـ700، تشيانغ مي     | تايلاند                  | 1–0   | 2–2 (5–4 ج.) | كأس ملك تايلاند 2023       |
| 17. | 17 October 2023      | ستاد عمان الدولي، الأردن          | الأردن                   | 1–1   | 2–2 (5–3 ج.) | بطولة الأردن الدولية 2023  |
| 18. | 15 كانون الثاني 2024 | ملعب أحمد بن علي، قطر             | إندونيسيا                | 3–1   | 3–1          | كأس آسيا 2023              |
| 19. | 19 كانون الثاني 2024 | استاد المدينة التعليمية، قطر      | اليابان                  | 1–0   | 2–1          | كأس آسيا 2023              |
| 20. | 19 كانون الثاني 2024 | استاد المدينة التعليمية، قطر      | اليابان                  | 2–0   | 2–1          | كأس آسيا 2023              |
| 21  | 24 كانون الثاني 2024 | ملعب جاسم بن حمد، قطر             | فيتنام                   | 2–1   | 3–2          | كأس آسيا 2023              |
| 22  | 24 كانون الثاني 2024 | ملعب جاسم بن حمد، قطر             | فيتنام                   | 3–2   | 3–2          | كأس آسيا 2023              |
| 23. | 29 كانون الثاني 2024 | استاد خليفة الدولي، قطر           | الأردن                   | 2–1   | 2–3          | كأس آسيا 2023              |
| 24  | 26 آذار 2024         | ملعب ريزال التذكاري، مانيلا       | الفلبين                  | 1–0   | 5–0          | تصفيات كأس العالم 2026     |
| 25  | 26 آذار 2024         | ملعب ريزال التذكاري، مانيلا       | الفلبين                  | 3–0   | 5–0          | تصفيات كأس العالم 2026     |
| 26. | 6 حزيران 2024        | ملعب غيلورا بونغ كارنو، إندونيسيا | إندونيسيا                | 1–0   | 2–0          | تصفيات كأس العالم 2026     |
| 27. | 11 حزيران 2024       | ملعب جذع النخلة، العراق           | فيتنام                   | 3–1   | 3–1          | تصفيات كأس العالم 2026     |
| 28. | 5 أيلول 2024         | ملعب جذع النخلة، العراق           | عمان                     | 1–0   | 1–0          | تصفيات كأس العالم 2026     |
| 29. | 10 تشرين الأول 2024  | ملعب جذع النخلة، العراق           | فلسطين                   | 1–0   | 1–0          | تصفيات كأس العالم 2026     |
| 30. | 15 تشرين الأول 2024  | كوريا الجنوبية                    | كوريا الجنوبية           | 1–1   | 2–3          | تصفيات كأس العالم 2026     |
| 31. | 22 كانون الأول 2024  | استاد جابر المبارك الصباح، الكويت | اليمن                    | 1–0   | 1–0          | كأس الخليج العربي 26       |
| 32. | 25 آذار 2025         | الأردن                            | فلسطين                   | 1–0   | 1–2          | تصفيات كأس العالم 2026     |

| الخصم                    | الأهداف |
| ------------------------ | ------- |
| الأردن                   | 3       |
| فيتنام                   | 3       |
| اليمن                    | 3       |
| فلسطين                   | 2       |
| اليابان                  | 2       |
| الإمارات العربية المتحدة | 2       |
| سوريا                    | 2       |
| عمان                     | 2       |
| الفلبين                  | 2       |
| إندونيسيا                | 2       |
| نيبال                    | 2       |
| كوريا الجنوبية           | 1       |
| قطر                      | 1       |
| لبنان                    | 1       |
| الكويت                   | 1       |
| تايلاند                  | 1       |
| الهند                    | 1       |
| زامبيا                   | 1       |
| المجموع                  | 32      |

## الإنجازات

### الجماعية
النادي الصفاقسي
- كأس تونس: 2018–19

القوة الجوية
- الدوري العراقي الممتاز (دوري نجوم العراق) : 2020–21
- كأس العراق: 2020–21

منتخب العراق
- كأس الخليج العربي: 2023
- كأس ملك تايلاند: 2023
- بطولة الصداقة الدولية: 2019

### الفردية
- هداف دوري نجوم العراق (2): 2020–21 - 24-2023
- هداف كأس الخليج العربي مناصفة: 2023 (3 أهداف)
- هداف العالم على صعيد المنتخبات الوطنية في عام 2024 برصيد 14 هدف.
- هدف آسيا على صعيد المنتخبات الوطنية في عام 2024 برصيد 14 هدف.
- جائزة أفضل لاعب عراقي (soccer iraq): 2024
- جائزة أفضل مهاجم في العراق (2): 2021، 2024
- جائزة أفضل لاعب خليجي (سكاي نيوز): 2023
- هداف كأس ملك تايلاند: 2023 (هدفان)
- هداف بطولة الاردن الدولية: 2022 (هدفان)
- هداف تصفيات كأس آسيا تحت 23 سنة 2018 برصيد 6 أهداف.
- اكثر لاعب عراقي تسجيلا للاهداف في نسخة واحدة من كأس آسيا: 2023 (6 أهداف).
- أول لاعب عراقي يسجل في أربع مباريات متتالية من كاس آسيا أربع مباريات: (6 اهداف).

## روابط خارجية
- أيمن حسين على موقع قاعدة بيانات كرة القدم.إي يو (الإنجليزية)
- أيمن حسين على موقع ناشيونال فوتبول تيمز (الإنجليزية)
- أيمن حسين على موقع Soccerway.com (الإنجليزية)
- أيمن حسين على موقع عالم كرة القدم.نت (الإنجليزية)

• أيمن حسين على موقع Transfermarket